# 金姬和银姬的命运
《金姬和银姬的命运》（朝鲜语：／）是一部朝鲜电影，1974年出品。该片具有浓厚的政治宣传色彩。

## 故事梗概
第二次世界大战结束之后，日本撤出朝鲜半岛，南北分治。在韩国首都汉城（今首尔）读书的一个学生因为没钱被学校开除，听说北方的金将军回来了，进行土改，穷人分到了地，决定步行往北，途中遇到一个渔民。渔民住在一个海岛上，因为駐韓美軍的进驻不能打鱼于是出门挣钱未遂，正在回家。两人搭伴同行，在躲雨的地方结识了一个怀抱孪生姐妹的音乐家。音乐家在一个山村里教书，因为作了一首歌，里面有“白头山上有一颗彗星”，被韩国当局逮捕毒打，妻子无人照料在产下一对女婴之后病故，音乐家也罹患肺病不久于人世，在临终前留下一首歌曲《爸爸的祝福》。学生和渔民分别收养了两个孩子金姬和银姬，分别上路。
学生因为金姬染病，求医无钱被拒，在穿过三八线之后得到朝鲜医院的急救救助。二十多年后，学生成了一个著名画家，金姬也成了一个舞蹈家。画家以金姬为模特创作的一幅画被一个海港工人买去。该工人说画中人像自己领养的妹妹银姬。这被金姬听到，回去追问画家是否亲生。画家去江原道元山海港，见到了当年领养银姬的韩国渔民。渔民和他的两个儿子几年前因海上作业时的暴风险些遇难，幸得北方轮船的救助，现在是朝鲜工人了。他们向画家以及后来在这里慰问演出的金姬讲述了银姬的经历。
银姬在海岛上长大，因为生活贫困，为了帮助渔民还欠船主的债，不顾全家人的反对，经船主介绍到韩国江原道春川市的一家“樱花酒楼”工作，成了酒楼歌手。然而这个酒楼对银姬及其同伴像奴隶一样，限制了她们的人身自由。银姬的养父来看望她还被殴打。在同伴被酒楼老板卖给一个有钱人之后银姬决心逃跑，在躲避追赶途中遇到车祸被撞伤了腿。银姬回到海岛，得知养父及其两个儿子到了北方，养母和其他几个孩子到了大陆。银姬又回到大陆，在贫民窟中找到了养母他们，为了照顾他们银姬瘸着腿挑起了生活的重担。
银姬的经历让金姬深受感动，更加珍惜朝鲜的社会主义生活。决心“不但要做爸爸的乖女儿，还要做伟大领袖的好女儿。”
影片的最后是激昂的画外音阐述朝鲜半岛历来是单一民族，应该统一。是谁造成了骨肉分离，“试问：自从20世纪40年代，强加于我们的这场民族的悲剧，难道不能制止吗？让全世界的舆论来评论吧！”

## 创作
朝鲜二八电影制片厂1974年出品。
导演：学
主演：郑春兰

## 主题歌
电影的主题歌《爸爸的祝福》随着影片的播放而在1970年代的朝鲜、中国等地流行。
歌曲由李学范作词，白仁俊作曲：
睡吧睡吧小宝贝
可爱的小宝贝
树儿静静夜低垂
宝贝轻轻睡
白头山上有颗彗星
熠熠放光辉
她在默默守护着你
伴你梦里飞
飞吧飞吧小宝贝
可爱的小宝贝
月色褪去太阳归
照你高高飞
快长大呀小宝贝
金达莱一样美
欢颜笑语拥抱着你
和你永相随

## 在中国大陆的情况
电影在1975年引进中国大陆，该片当年在中国大陆创下最高的票房纪录。今天该片作为怀旧影片仍有影碟销售。